# 加地春綱
加地 春綱（かじ はるつな）は、戦国時代の武将。越後国上杉氏の家臣。上杉二十五将の一人。

## 略歴
加地氏は揚北衆佐々木党で代々越後加地荘を支配していた。
上条の乱が勃発するとこれに呼応し本庄房長・鮎川清長・水原政家・黒川清実・中条藤資・五十公野景家・新発田綱貞・竹俣昌綱らと共に上条定憲に従い守護代長尾為景に背いた。窮した為景は春綱に娘を嫁がせることで講和し、為景死後はその子・景虎に仕え重く用いられた。永禄7年（1564年）には飯山城を任されている。
七手組大将の一人として、柿崎景家、新発田長敦、竹俣清綱、本庄繁長、色部勝長、中条藤資らと並び称された武将であった。